# لوكو مولهوللاند
لوكو مولهوللاند (بالإنجليزية: Luke Mulholland)‏ (7 أغسطس 1988 ببرستون في المملكة المتحدة - ) هو لاعب كرة قدم بريطاني في مركز الوسط. لعب مع ريال سالت ليك وTampa Bay Rowdies ‏ وريال موناركس وWilmington Hammerheads FC ‏ وريدينغ يونايتد إيسي وMinnesota United FC (2010–2016) ‏.

## وصلات خارجية
- لوكو مولهوللاند على موقع الدوري الأمريكي (الإنجليزية)
- لوكو مولهوللاند على موقع قاعدة بيانات كرة القدم.إي يو (الإنجليزية)
- لوكو مولهوللاند على موقع Soccerway.com (الإنجليزية)
- لوكو مولهوللاند على موقع AS.com (الإسبانية)